# Église de l'Ascension de Golobok
Pour les articles homonymes, voir Église de l'Ascension.
L'église de l'Ascension de Golobok (en serbe cyrillique : Црква Светог Вазнесења у Голобоку ; en serbe latin : Crkva Svetog Vaznesenja u Goloboku) est une église orthodoxe serbe située à Golobok, dans le district de Podunavlje et dans la municipalité de Smederevska Palanka en Serbie. Elle est inscrite sur la liste des monuments culturels protégés de la république de Serbie (identifiant no SK 1728).

## Présentation
L'église a été construite en 1894.

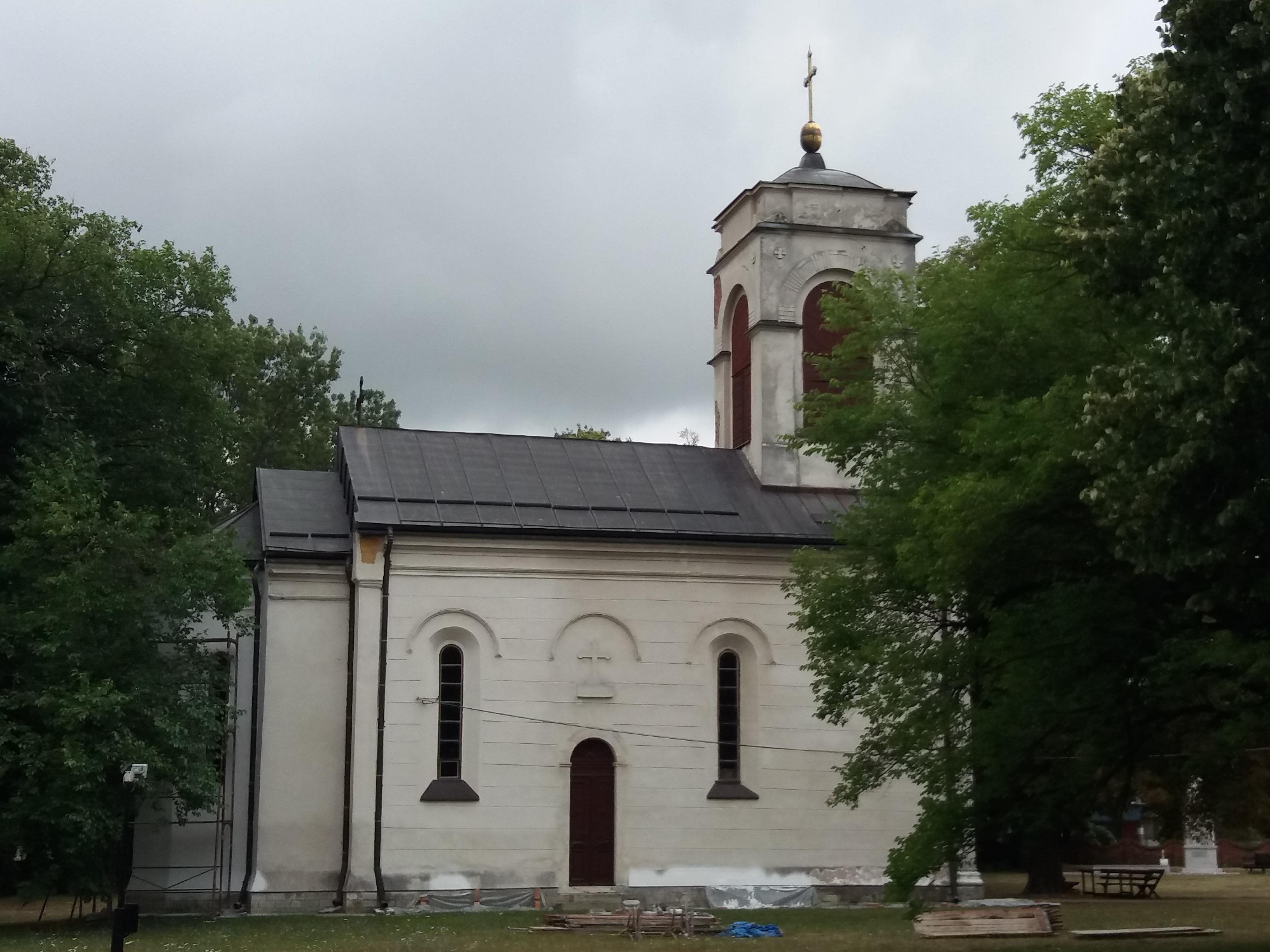
Autre vue de l'église.

Elle est constituée d'une nef unique prolongée par une abside et précédée par un narthex avec une galerie. Les façades sont modestement décorées d'une corniche courant en-dessous du toit et d'archivoltes étroites au-dessus des ouvertures et des portails. La façade occidentale est dominée par un clocher et le portail principal est encadré par des niches où sont représentées la Sainte Ascension et la Sainte Trinité. 
À l'intérieur de l'église, l'iconostase, de style classique avec des éléments baroques, a été peinte par un artiste inconnu. L'édifice abrite quelques icônes ainsi que des objets et des livres liturgiques du XIXe siècle.

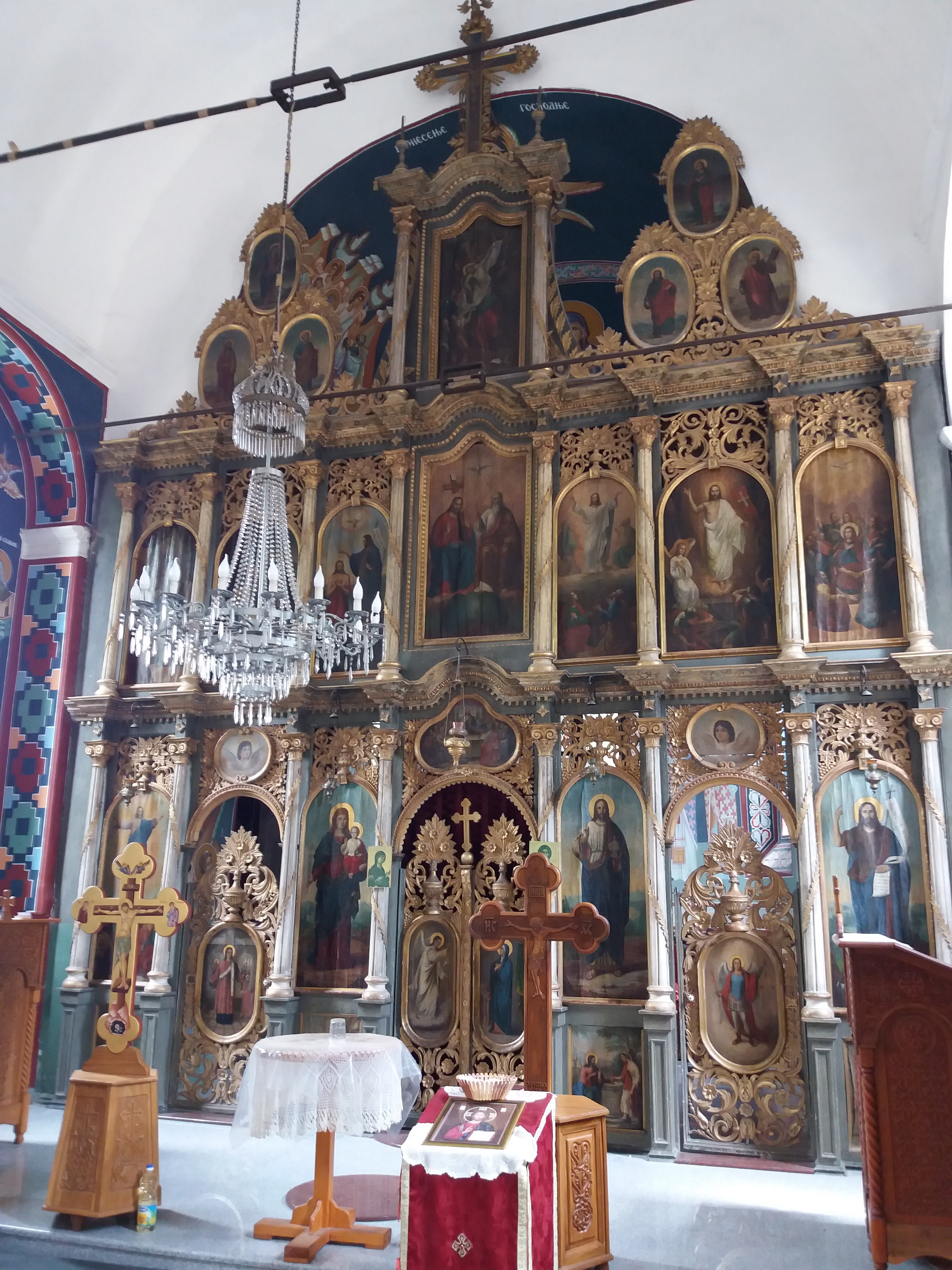
L'iconostase.

Dans la cour de l'église un monument en marbre blanc a été érigé en 1923 en l'honneur des soldats morts lors des guerres de 1912-1918.

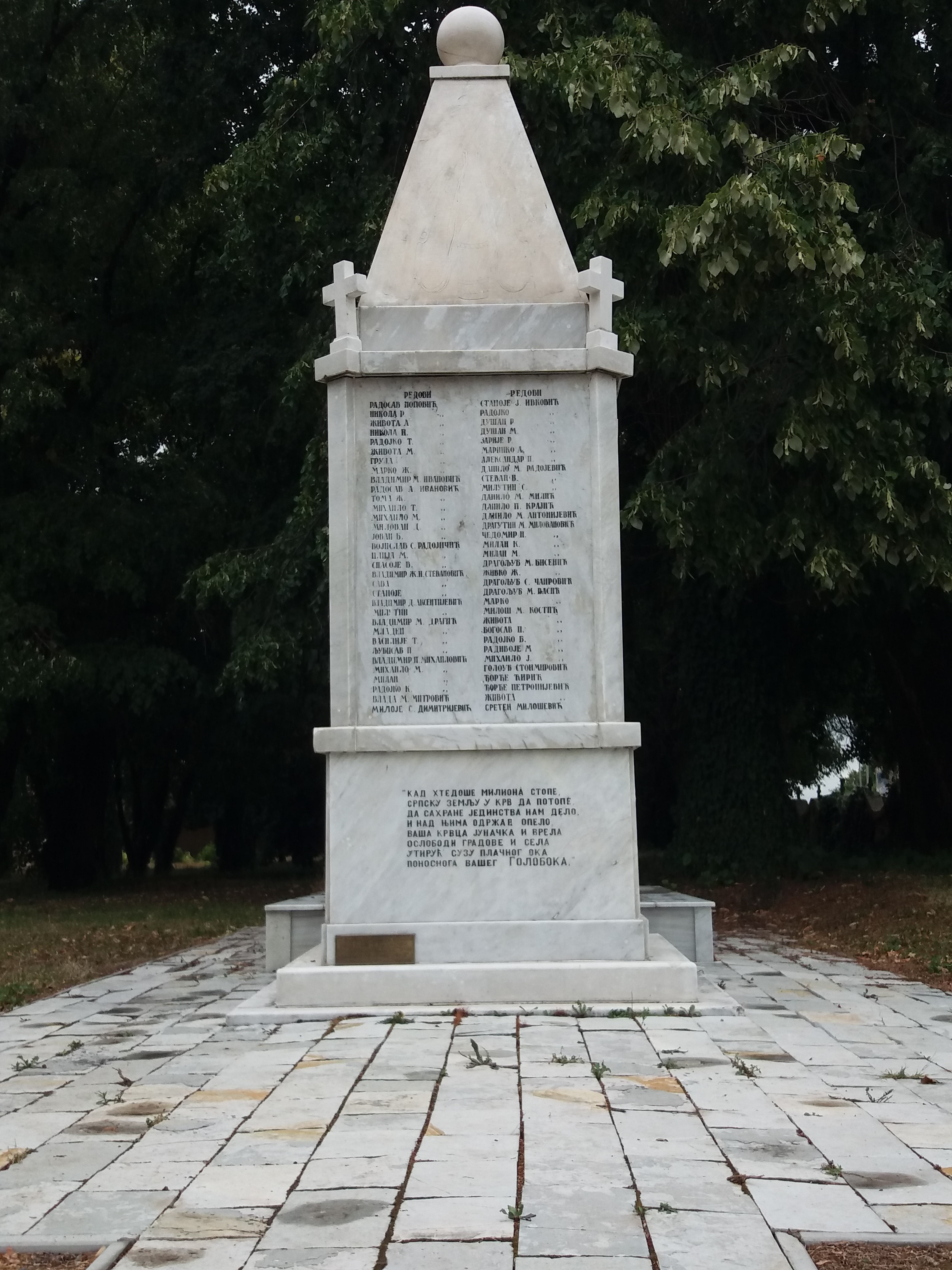
Le monument aux morts.